# Cot Padanglila
Cot Padanglila är en kulle i Indonesien.   Den ligger i provinsen Aceh, i den västra delen av landet, 1 800 km nordväst om huvudstaden Jakarta. Toppen på Cot Padanglila är 112 meter över havet.
Terrängen runt Cot Padanglila är platt åt nordost, men åt sydväst är den kuperad. Terrängen runt Cot Padanglila sluttar österut.Runt Cot Padanglila är det tätbefolkat, med 297 invånare per kvadratkilometer. Närmaste större samhälle är Sigli, 14,2 km öster om Cot Padanglila. Trakten runt Cot Padanglila består till största delen av jordbruksmark.